# 長崎電気軌道1200形電車
長崎電気軌道1200形電車（ながさきでんききどう1200かたでんしゃ）は、1982年（昭和57年）に登場した長崎電気軌道の路面電車車両である。本項では、1200形を間接制御化した1200A形についても記述する。

## 概要
長崎電気軌道では、老朽化が進んでいた150形、800形といったツーマン車置き換えのため、1980年（昭和55年）に2両が入線した「軽快電車」2000形を増備する計画が立てられた。しかし、2000形は様々な新機軸の採用により高価で、軽快電車自体の開発の遅れも生じていたことから増備計画は白紙となり、代わりに軽快電車型の車体のみを新造して中古や予備の台車や電装品と組み合わせる機器更新車を導入し、老朽車取り換えに充てることとなった。
1982年（昭和57年）にアルナ工機で5両分の車体が製造され、同年8月10日より順次長崎電軌浦上車庫へと搬入。手持ちの台車・電装品等と組み合わされ、1200形（1201 - 1205）として竣工した。なお、搬入直前の7月24日に発生した長崎大水害では、浦上車庫に留置されていた本形式の台車3組が冠水した。
基本的な車体構造は2000形に準じているが、製造費削減と既存車との部品統一の観点から、主要機器等に中古品や予備品が活用されている。車体は、2000形での運用実績を踏まえて扉構造や座席配置が改められた。
本形式の導入以後、同社の新造車は2000年（平成12年）登場の1800形まで約20年間に渡り機器更新車のみが増備され続けることになる。

## 車体
車体は、軽快電車である2000形が概ね好評であったことから、基本的な車体構造や塗装は同形式に準じている。
前面窓は固定式の大きな一枚窓で、側面に袖窓が設けられている。なお運転席の通気性に難があったことから、後年袖窓が開閉式（縦軸開閉）に改造されている。
側面窓配置はD3D3で、窓はアルミサッシの2段窓で上段は固定されている。2000形では両開き・4枚折り戸であった中扉（幅1,400mm）は、片開き・2枚折り戸（幅900mm）に改められている。また、乗降口のステップは床面高が2000形と比較して70mm低下したことから、同形式の3段から2段に改められている。
客室内は、一人掛けクロスシートとロングシートが混在した2000形に対し、本形式では乗客の流動を考慮してロングシートに統一された。
集電装置は、2000形で採用された東洋電機製の軽快電車タイプ（PT-110）ではなく、200形などにも用いられている従来型のものが搭載された。
冷房装置は、370形における現車試験で好評であった三菱電機製の路面電車向け冷房装置（CU-77形）が搭載されている。

## 主要機器
導入コスト削減と既存車との部品統一の観点から、台車（K-10型）や主電動機（SS-50型）、制御器、空気圧縮機等に中古品・予備品が活用されている。
制御器は直接式のKR-8型　、制動装置は直通式のSM-3を搭載する　。

## リニューアル工事と間接制御化（1200A形）

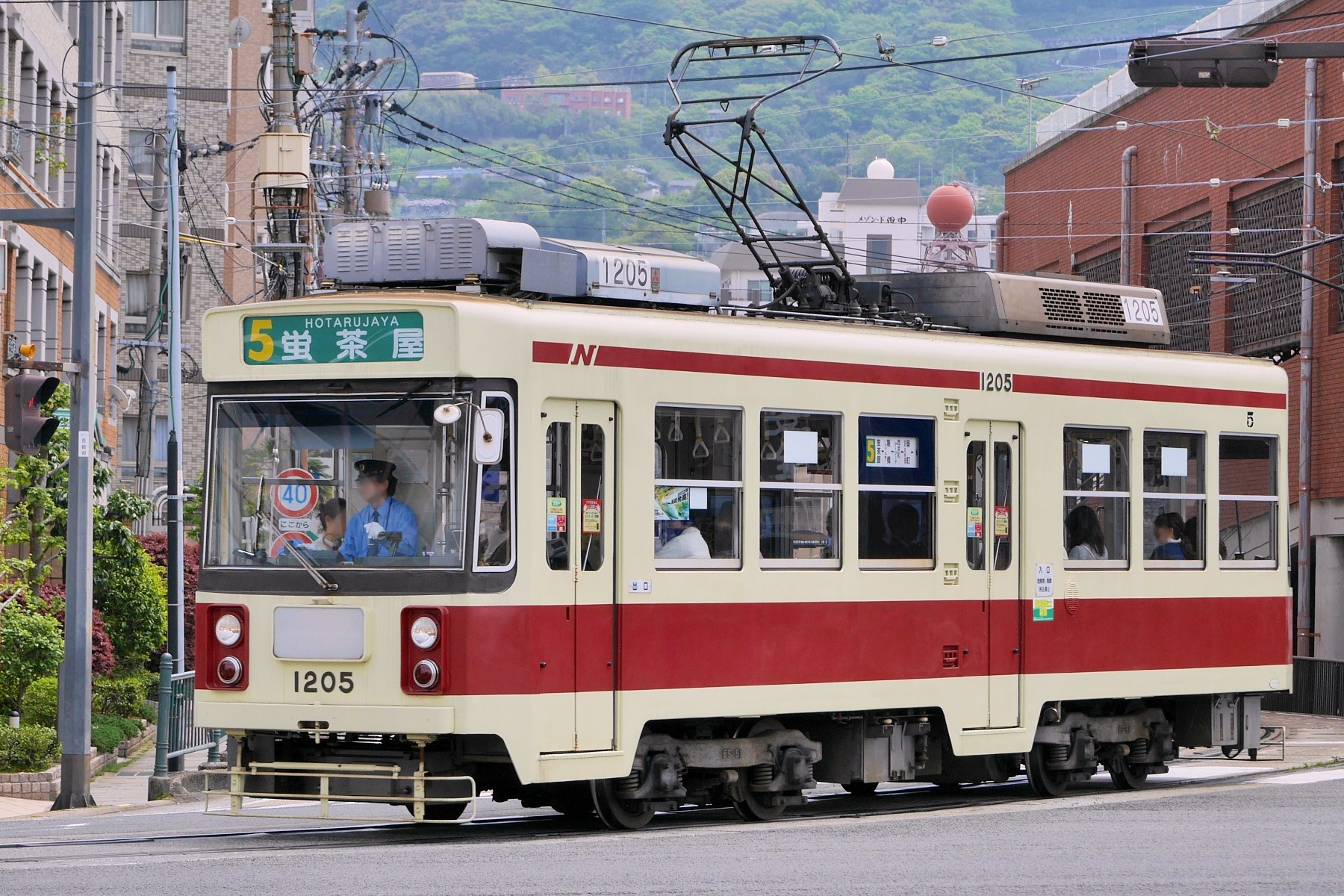
1200A形1205号
抵抗器は屋根上に移設、側面行先表示器も大型化された。

1201号を除く4両（1202 - 1205）は、製造から20年余りが経過した2003年（平成15年）よりリニューアル工事が施行されると同時に、保守性と乗り心地向上の観点から足回りが1800形と同じものに更新され、形式も1200A形へと改められた。
改造では、台車・主電動機が北九州線600形の廃車発生品に交換されると同時に、制動システムは二重化された。制御装置は新たに間接制御のもの（東洋電機　ES653-A-M型）が搭載され、抵抗器は床下から屋根上に移設されている。また、側面の行先表示器は、大型のものが側面窓内に設置された（従来のものは廃止）。
なお、1201号はリニューアルに必要なFS-51型台車の在庫がなかったため改造が見送られた。

## 運用と現状
1982年（昭和57年）8月11日に試運転の後、営業運転に投入された。本形式の直前に発生した長崎大水害で車両不足に陥っていた同社において、夏季の繁忙期に登場した本形式は冷房装置を装備していることもあり好評をもって迎えられた。本形式の増備により、ツーマン・非冷房で存置されていた150形3両、800形2両計5両が廃車となっている。
2018年（平成30年）4月現在、1200形1両（1201）、1200A形4両（1202 - 1205）の計5両が在籍している。
カラー電車には1984年（昭和59年）より抜擢され、2018年現在もカラー電車Bタイプとして全面広告の対象となっている。

## 車歴表
| 形式    | 車両番号 | 車体の製造日・入籍日 | 備考                           |
| ------- | -------- | -------------------- | ------------------------------ |
| 1200形  | 1201     | 1982年8月11日        |                                |
| 1200A形 | 1202     | 1982年8月12日        | 2005年4月16日付で1200A形に改造 |
| 1200A形 | 1203     | 1982年8月12日        | 2004年5月20日付で1200A形に改造 |
| 1200A形 | 1204     | 1982年8月13日        | 2003年10月3日付で1200A形に改造 |
| 1200A形 | 1205     | 1982年8月13日        | 2003年2月17日付で1200A形に改造 |